# Louis Howe
Louis Howe   (Indianàpolis, 14 de gener de 1871 - Bethesda, 18 d'abril de 1936) fou un reporter estatunidenc, més conegut com a assessor polític des de 1909 fins a 1936 del que fou 32è president dels Estats Units des de 1933 fins a 1945 Franklin Delano Roosevelt.

## Biografia
Nascut en una família benestant a Indianàpolis, Indiana, Louis McHenry Howe fou un nen petit, malaltís i asmàtic. La família es va traslladar al nord-est a Saratoga Springs, Nova York, després de patir greus pèrdues financeres. Howe es va casar amb Grace Hartley i es va convertir en periodista en un petit diari que va comprar el seu pare. La següent dècada va treballar com a autònom per al New York Herald i fent diverses feines. El 1906 Howe fou assignat per cobrir la legislatura de l'estat de Nova York i aviat es va convertir en un agent polític de Thomas Mott Osborne, opositor del Partit Demòcrata al Tammany Hall, la maquinària política dominant de la ciutat i l'estat de Nova York.
Després que Osborne l'acomiadés el 1909, Howe es va unir a la jove estrella demòcrata Franklin D. Roosevelt (1882-1945), amb qui treballaria la resta de la seva vida. Howe va supervisar la campanya de Roosevelt per al Senat de l'estat de Nova York, va treballar amb ell al Departament de la Marina dels Estats Units quan FDR era secretari adjunt de la Marina durant la Primera Guerra Mundial a l'administració del president Woodrow Wilson. Va actuar posteriorment com a assessor i director de la campanya electoral de 1920 de Roosevelt com a vicepresident del candidat demòcrata a la presidència James M. Cox finalment derrotat pel republicà Warren G. Harding. Quan el 1921 Roosevelt va contreure poliomielitis i va quedar paralitzat de cintura en avall, Howe es va convertir en el representant públic de Roosevelt, mantenint viva la seva carrera política durant la seva semi-recuperació (mai no va recuperar l'ús de les cames, feia servir uns tirants d'acer i necessitava ajuda per caminar distàncies curtes). Va editar el discurs inspirador de Roosevelt "Happy Warrior" a la Convenció Nacional Demòcrata de 1924 que el va retornar a l'atenció pública, i quatre anys més tard va ajudar a dirigir la campanya de 1928 de Roosevelt per convertir-se en governador de Nova York. Howe va passar els quatre anys següents posant les bases per a la campanya de Roosevelt a la Convenció Nacional Demòcrata de 1932 a Chicago, on va aconseguir la nominació del Partit Demòcrata i la posterior victòria a les eleccions presidencials de 1932, durant els anys més foscos de la Gran Depressió.
Nomenat secretari del president Roosevelt, Howe va ajudar el president a donar forma als primers programes del New Deal, especialment el Civilian Conservation Corps (CCC). Howe va emmalaltir poc després de l'elecció de Roosevelt, i va morir abans del final del seu primer mandat el 1936, i no va poder prestar gaire assessorament ni ajuda en la campanya de reelecció de FDR per a un segon mandat en la gran victòria de les eleccions nord-americanes de 1936 .
Howe també va actuar com a assessor polític de l'esposa de Franklin, Eleanor, animant-la a tenir un paper actiu en política, presentant-la a grups de dones i ensenyant-la a parlar en públic. Eleanor va parlar de Howe com una de les persones més influents de la seva vida. El biògraf de Franklin Roosevelt, Jean Edward Smith, va anomenar Howe "un home a l'ombra únic en la política demòcrata", i Roosevelt va lloar públicament Howe i James Farley per l'èxit a les seves primeres eleccions a la presidència el 1932.
Howe va néixer l'any 1871 a Indianàpolis, Indiana, de pares rics, Eliza i Edward P. Howe, propietaris d'una botiga i partícips d'un negoci a l'engròs. Edward P. Howe, originari de Cincinnati, Ohio, havia estat capità de l'exèrcit de la Unió durant la Guerra Civil i va presentar-se sense èxit al Senat de l'estat d'Indiana com a demòcrata. Louis tenia dues germanastres, Maria i Cora, d'un matrimoni anterior de la seva mare. Howe va ser un nen malalt i fràgil, patia asma i, en general, els seus pares el mantenien a casa; mai no va créixer més de 1,52 m d'alçada. Tement d'exposar Howe a l'escola pública, els seus pares el van inscriure en un seminari per a noies.
Edward va especular en béns immobiliaris, i a poc a poc va perdre la riquesa de la família en la depressió que va seguir al pànic de 1873 . Quan Louis tenia set anys, la família va perdre la seva llar i es va traslladar a Saratoga Springs, Nova York, amb l'ajuda de la família d'Eliza. La salut d'Edward es va esfondrar i va acabar treballant com a reporter per a un diari de Saratoga, i després va comprar un petit diari demòcrata, The Saratoga Sun.  La salut de Louis, en canvi, va millorar durant la seva adolescència, cosa que li va permetre sortir de casa amb més freqüència i plantejar-se fins i tot assistir a la Universitat Yale. Aleshores, un accident de bicicleta li va deixar cicatrius permanentment a la cara. Finalment, els obstacles de salut i financers el van fer abandonar les seves ambicions universitàries i va agafar una feina al diari del seu pare.
El 1896, va conèixer a Grace Hartley, una jove benestant de 20 anys que estava de vacances amb la seva mare a un dels sanatoris de Saratoga. Tot i que inicialment no estava impressionada amb ell, Howe la va cortejar durant dos anys, i es van comprometre el 1898, casant-se l'any següent. La parella va tenir tres fills, un dels quals va morir en la infància.

## Periodisme i primera carrera política

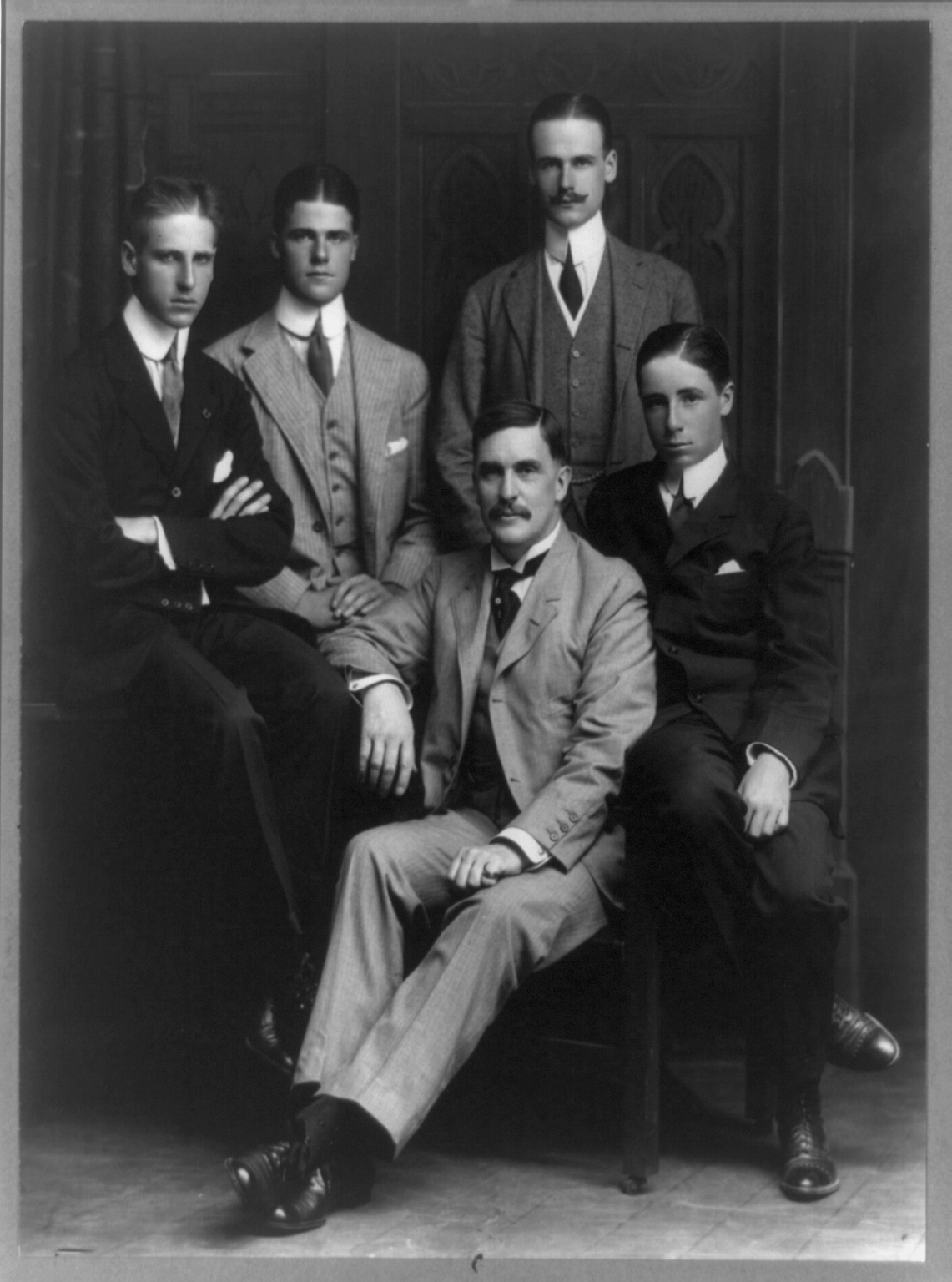
Thomas Mott Osborne (centre)

Howe va voler viatjar a Cuba per cobrir la guerra hispanoamericana de 1898 per al New York Herald, però la guerra va acabar abans que hi pogués anar. Poc després, el matrimoni Howe va tenir problemes a causa de les dificultats financeres del pare de Howe. La mare de Grace havia donat a la parella una gran casa com a regal de noces, que Louis va hipotecar en un intent de salvar el diari del seu pare de la fallida. Tot i això, el The Saratoga Sun es va vendre i Louis va ser acomiadat el 1901, poc després va demanar amb èxit tornar a la seva feina. Louis va continuar treballant com a autònom per a l' Herald ; una de les seves històries més notables va ser entrevistar al vicepresident Theodore Roosevelt al seu retorn a Washington, DC després de l'assassinat del president William McKinley. Durant aquest període, Grace va anar a viure amb la seva mare, on va donar a llum el primer fill de la parella, Mary.
El 1903, després d'un intent fallit de guanyar-se la vida escrivint ficció, Howe va treballar durant un temps com a gerent d'un club de camp de Saratoga. El gener de 1906, Howe va començar a cobrir la Legislatura de l'estat de Nova York a Albany, Nova York per al Herald. Més tard aquell mateix any, Howe va ser contractat per Thomas Mott Osborne, un ric demòcrata, com a agent polític. Osborne era membre dels "Upstarters", un grup contrari a la influència de la maquinària política Tammany Hall en la política de Nova York. Va contractar Howe per oposar-se a la candidatura a governador de William Randolph Hearst, el candidat demòcrata, magnat de la premsa i aliat de Tammany. Howe va estendre amb èxit la dissidència i el caos a la campanya demòcrata, i Hearst va perdre les eleccions davant Charles Evans Hughes.
La biògrafa de Howe, Julie M. Fenster, descriu la campanya anti-Hearst com un "punt d'inflexió personal" per a Howe, en què va tenir el seu primer tast de política, va aprendre la mecànica pràctica de l'organització del partit i va tenir l'oportunitat de crear notícies en lloc de simplement informar-ne. El novembre de 1906 va aconseguir una posició permanent amb Osborne, declinant l'oportunitat d'anar a Jamaica com a corresponsal de l' Herald. Durant els tres anys següents, Howe va combinar les seves dues feines de periodista i agent polític. Osborne tenia la intenció de postular-se a governador, no obstant això, es va convertir en un candidat inviable per la seva inusual propensió a viatjar amb una varietat de disfresses i la seva estreta amistat amb un jove amb qui es rumorejava que Osborne tenia una relació homosexual. Howe va perdre l'interès en Osborne com a mecenes i va començar a buscar un altre nom amb qui associar-se; finalment Osborne el va acomiadar el 1909.

## Assistent de Roosevelt

Franklin D. Roosevelt, c. 1920

Howe va conèixer Franklin D. Roosevelt quan Roosevelt era un senador de primer any de l'estat de Nova York que liderava un moviment per bloquejar el candidat de Tammany Hall William F. Sheehan al Senat dels Estats Units. Roosevelt va tenir èxit, esdevenint el nou líder dels "insurgents" anti-Tammany. Howe va entrevistar a Roosevelt per al Herald, i van començar a reunir-se regularment per parlar de política, fent-se bons amics. El 1912, Roosevelt va emmalaltir de febre tifoide durant la seva campanya de reelecció i va contractar Howe per fer campanya en nom seu. Howe va gestionar les últimes sis setmanes de la campanya de Roosevelt, centrant-se especialment en les zones rurals. Va fer una campanya de correu massiu als agricultors dient-los que Roosevelt es convertiria en president del Comitè Agrícola del Senat. Al novembre, Roosevelt va ser reelegit per un marge més gran que en la seva elecció anterior.
Després de les eleccions, l'administració del president Woodrow Wilson va nomenar Roosevelt secretari adjunt de la Marina. Roosevelt va nomenar Howe com el seu cap de gabinet. Ignorant en qüestions navals, Howe va estudiar amb diligè a fons i ben aviat va ser considerat un expert. A partir de patrocinis i visites de funcionaris estatals, Howe i Roosevelt van començar a construir una xarxa nacional de partidaris demòcrates per donar suport a una eventual carrera presidencial.  Howe també va ajudar a Roosevelt a establir connexions amb líders laborals animant Roosevelt a inspeccionar personalment les condicions de treball i reunir-se amb els treballadors. El 1914, Howe va gestionar una breu campanya de Roosevelt per al Senat dels Estats Units, però Roosevelt va ser fàcilment derrotat pel candidat de Tammany James W. Gerard a les primàries demòcrates. Sembla que Howe es va oposar a la candidatura de Roosevelt al Senat, pensant que Roosevelt anava massa ràpid; Howe va descriure el seu paper com fer de fre de l'ambiciós jove. El 1918, la relació entre Howe i Roosevelt es va tensar breument quan el matrimoni dels Roosevelt gairebé va acabar per la relació de Franklin amb la secretària de la seva dona Eleanor, Lucy Mercer; un divorci hauria significat el final de la carrera política de Franklin i, per tant, també de Howe.
El 1920, Roosevelt, per consell de Howe, havia fet les paus amb el cap de Tammany , Charles Murphy, i es va plantejar aspirar a càrrec a l'estat de Nova York. Al juliol, però, va ser designat per la Convenció Nacional Demòcrata candidat a la vicepresidència amb el governador d'Ohio James M. Cox . Roosevelt va seleccionar Howe com a director de campanya. La candidatura de Cox-Roosevelt va perdre de manera aclaparadora davant els republicans Warren G. Harding i Calvin Coolidge, però Howe havia construït amb èxit una reputació nacional per Roosevelt. No gaire després, Howe va anunciar que Roosevelt aviat ocuparia la Casa Blanca, portant-hi a Howe amb ell.

### La poliomielitis de Roosevelt
L'agost de 1921, mentre Howe estava de vacances amb els Roosevelt a l'illa de Campobello, Franklin va començar a tenir febre i experimentar paràlisi a les cames. El doctor que el va visitar va diagnosticar-li poliomielitis. Howe va romandre amb Roosevelt al costat del seu llit durant els primers dies de la malaltia, animant-lo i tenint cura de totes les seves necessitats. Setembre d'aquest mateix any, Howe va ser convidat a viure amb els Roosevelts i va començar a visitar la seva pròpia família només els caps de setmana.
Howe es va convertir en el promotor de Roosevelt. Segons la historiadora Hazel Rowley, Howe "hauria d'enfortir l'ànim de Franklin, ajudar Eleanor en tot, substituir Franklin a la feina i mantenir les seves perspectives polítiques". Howe va mantenir en secret l'abast de la paràlisi de Roosevelt, posant en marxa una campanya d'ocultació que va durar la resta de la vida de Roosevelt. Amb la secretària de Roosevelt, Marguerite LeHand, Howe va escriure una sèrie de cartes a la premsa, suposadament escrites per Roosevelt, assegurant que Roosevelt no patiria cap efecte permanent. Howe també va animar Eleanor a fer-se activa en política a través d'organitzacions de sufragi femení; amb aquesta finalitat, la va presentar a Marion Dickerman, que es convertiria en una de les amigues més properes d'Eleanor. Més tard, Eleanor va titular el capítol de les seves memòries sobre la poliomielitis de Franklin i les seves conseqüències "Louis Howe es fa càrrec".
El 1924, Howe i Eleanor van col·laborar perquè Franklin pronunciés el discurs de nominació del governador de Nova York Alfred E. Smith com a candidat presidencial a la Convenció Nacional Demòcrata de 1924 . Franklin va pensar inicialment que era massa arriscat, sabent que una caiguda, a causa de la seva limitada mobilitat, seria la fi de la seva carrera política, però Howe i Eleanor el van persuadir perquè ho intentés. Quan va arribar la convenció, Franklin va pujar amb èxit al podi amb l'ajuda de crosses i el seu fill James Roosevelt i va rebre una gran ovació de la multitud. La caminada cap al podi i el discurs de Franklin, en què va anomenar a Smith com el "guerrer feliç", es considera el moment clau del ressorgiment polític de Franklin D. Roosevelt. 

### Eleccions a governador i a president
Després de l'èxit del discurs de nominació d'Smith, Howe i Roosevelt van planejar presentar-se a governador de l'estat Nova York el 1932 i a president el 1936. Però, quan el governador Smith va ser nomenat candidat presidencial demòcrata el 1928 va convèncer la convenció estatal perquè presentés Roosevelt com el seu successor. Howe va predir un desastre, segur que un rival republicà derrrotaria a Roosevelt en el que es preveia una allau republicà a nivell nacional. Howe era el director de campanya no oficial de Roosevelt, però estava subordinat a un director de campanya estatal seleccionat per Smith, així com a la directora personal de campanya de Smith Belle Moskowitz, amb qui Howe s'enfrontava sovint. Roosevelt va guanyar la governació de Nova York per un petit marge, tot i que Smith va ser derrotat per Herbert Hoover tant a nivell nacional com a l'estat de Nova York.
En lloc d'agafar un càrrec a l'administració de Roosevelt a Albany, Howe es va quedar a la ciutat de Nova York per preparar la carrera presidencial de Roosevelt el 1932. Durant aquest període, va treballar estretament amb James Farley, president del Comitè Democràtic de l'Estat de Nova York i un altre partidari devot de Roosevelt. Roosevelt va admetre públicament que la parella eren els dos homes que més havien fet per assegurar la seva elecció.
El 1931, Howe va començar a recaptar diners per a la campanya de demòcrates com Henry Morgenthau, Sr. i Joseph P. Kennedy, així com a reclutar delegats per a la convenció nacional de 1932 . El principal rival de Roosevelt a la convenció va ser Smith, que buscava la seva segona nominació consecutiva. Howe va patir atacs d'asma greus durant tota la convenció, però va romandre en contacte telefònic amb Roosevelt, que no hi era present, segons el costum aleshores, i va continuar reunint-se amb els delegats. La convenció va nomenar Roosevelt després que acceptés fer un altre rival, John Nance Garner, el seu candidat a la vicepresidència, i després que alguns dels partidaris de Smith de Tammany Hall, liderats per William Gibbs McAdoo, comencessin a desertar.
A les eleccions, Roosevelt es va enfrontar a l'impopular president Herbert Hoover. L'inici de la Gran Depressió, de la qual es va culpar àmpliament els republicans i la inacció de Hoover per enfrontar la situació resultant, van fer que la victòria de Roosevelt estigués pràcticament assegurada i, al novembre, va ser elegit amb una majoria aclaparadora.

## Presidència de Roosevelt

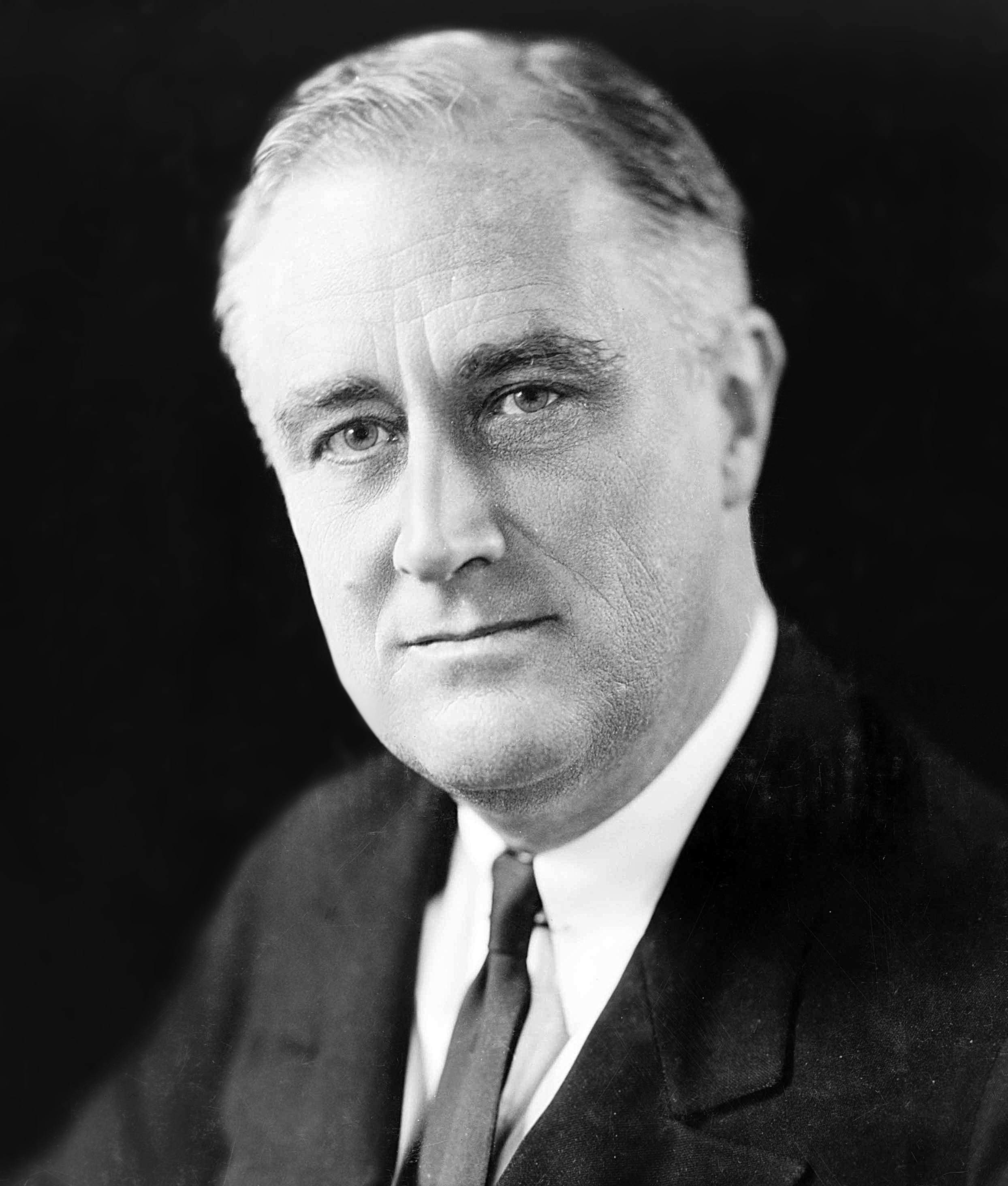
Franklin D. Roosevelt el 1933

Durant l'administració, el títol oficial de Howe va ser Secretari del President, un càrrec equivalent a l'actual càrrec de Cap de Gabinet de la Casa Blanca. Després de la inauguració de FDR, Howe es va instal·lar a la Casa Blanca vivint al dormitori Lincoln. Howe va descriure el seu paper a l'administració com el fre del president, limitant l'entusiasme natural de Roosevelt i evitant que les propostes poc sòlides arribessin a una discussió més àmplia. Va ser un defensor del Civilian Conservation Corps, un dels programes d'obres públiques del " New Deal ". Howe va persuadir el governador de Kentucky perquè el nomenés coronel honorari, imitant un conseller del president Wilson, conegut com, Colonel House ; més tard, Howe va imprimir-se targetes de visita amb tots els seus sobrenoms: "Coronel Louis Rasputin Voltaire Talleyrand Simon Legree Howe".
La salut de Howe va decaure el 1934 i va haver de ser hospitalitzat per problemes cardíacs i dificultats respiratòries. Va passar els dos últims anys de la seva vida entrant i sortint de l'Hospital Naval de Bethesda. Tot i experimentar períodes creixents de confusió, va continuar donant ordres al seu personal per telèfon; Roosevelt els havia ordenat que tractessin les trucades de Howe amb cortesia, però que revissessin les seves instruccions amb ell mateix i amb altres membres del personal.  Howe va morir mentre dormia el 18 d'abril de 1936. Roosevelt li va donar un funeral d'estat tres dies després a la Sala Est de la Casa Blanca.

## Influència en Eleanor Roosevelt
A Eleanor Roosevelt inicialment no li agradava Howe que fumava com un carreter, però es van fer amics durant la campanya. Durant els llargs viatges en tren de la campanya a la vicepresidència de Franklin el 1920, Howe la va animar a interessar-se per la política i la va entrenar sobre com parlar amb els periodistes. Eleanor va escriure que Howe durant la campanya va provocar un canvi important a la seva vida:
En anys posteriors vaig saber que sempre li havia agradat i pensava que valia la pena educar-me, i per això es va esforçar en aquest viatge per conèixer-me. Ho va fer amb intel·ligència. Sabia que em desconcertaven algunes de les coses que s'esperaven de mi com a dona d'un candidat... En gran part a causa de la ràpida interpretació de Louis dels estàndards i l'ètica del negoci dels diaris, vaig arribar a mirar amb interès i confiança la fraternitat dels escriptors... Vaig rebre una educació intensiva en aquest viatge i Louis Howe va tenir un gran paper en aquesta educació des d'aquell moment.
A la dècada de 1920, Howe la introduí a representants d'organitzacions polítiques de dones, en les quals Eleanor s'hi acabaria implicant, i va observar i criticar els seus discursos. La parella va desenvolupar un sistema de senyals manuals que Howe utilitzava mentre parlava per advertir-la si estava caient en un mal hàbit. Ell la va animar a expressar-se també a la premsa i va actuar durant un temps com a agent literari.
Després del triomf de Franklin el 1932, Howe va dir a Eleanor que, en 10 anys, també podria fer-la presidenta. La va animar a trencar amb les seves predecessores com a Primera Dama i tenir un paper més actiu i polític. En un article el 1951, Eleanor va assenyalar Howe com una de les set persones que més havien influït en la seva vida.

## Retrats a la ficció
Howe va ser interpretat per Ed Flanders a la minisèrie de televisió de 1976 Eleanor and Franklin, Walter McGinn a Eleanor and Franklin: The White House Years, la pel·lícula nord-americana per a televisió de 1977 i seqüela d'Eleanor and Franklin (1976), i per Hume Cronyn a la pel·lícula de 1960 Sunrise at Campobello. David Paymer va interpretar Howe a la pel·lícula de 2005 Warm Springs, amb Kenneth Branagh com a Roosevelt. Jackie Earle Haley va interpretar Louis Howe en tres episodis de la temporada 1 de The First Lady a Showtime .